# دايفيد هساي
دايفيد هساي (بالإنجليزية: David Hsieh) هو أكاديمي أمريكي، ولد في 1 أغسطس 1953 في هونغ كونغ البريطانية في المملكة المتحدة.